# Plac Wilsona
Plac Wilsona (nome ufficiale: A18 Plac Wilsona) è una stazione della linea M1 della metropolitana di Varsavia. È stata inaugurata nel 2005.
Fu progettata dall'architetto polacco Andrzej M. Chołdzyński.